# Guy Kouemou
Guy Kouemou (nacido el 15 de enero de 1970 en Bafoussam, Camerún) es un ingeniero aeroespacial alemán e inventor, de origen camerunés.

## Biografía
Guy Leonard Mbotchoua nació el 15 de enero de 1970 en Bafoussam, Camerún. Procede de la casa real bamileke y es representante del rey de los Bangwa y bisnieto del rey NoNo Tchoutouo, que mantuvo una amistad especial con el káiser Guillermo entre 1884 y 1918, cuando Camerún era colonia alemana. 
El Dr. Kouemou es coleccionista de arte y, en la actualidad, presidente del consejo de supervisión del Museo Etnológico Bangwa de Camerún y negociador de los Bangwa en el Foro Humbolt de Berlín en relación con la devolución de las obras de arte. 
Guy Kouemou es el representante del rey Bangoua, con funciones de rey. Esto significa que está capacitado y autorizado para tomar decisiones en nombre del pueblo Bangoua. Kouemou estuvo presente en la inauguración de la Campana Manga Rudolf Duala, donde inauguró un lugar conmemorativo de la Campana Manga en Ulm, junto con el rey Jean-Yves Eboumbou Douala Bell.
El Dr. Guy Kouemou es miembro de la asociación de estudiantes universitarios católicos Unitas desde 1988. Se recibió en diciembre de 1988 en la Unitas Guelfia de Munich. A continuación fue admitido en 1989 en la Unitas Franco-Alemannia de Karlsruhe, donde aceptó diversos lotes y cargos en la asociación. Fue entre otras cosas en sus tiempos activos como senior (miembro de la junta directiva), co-senior o co-senior del Katholikentag.

## Carrera

### Escuela
Escuela primaria: "Ecole Publique de Bonapriso" en la ciudad portuaria de Douala, hasta 1980.
- Escuela secundaria: "Lycee Joss de Douala" con diploma de bachillerato (Baccalaureat Serie C) en matemáticas y física 1988.
- Debido a sus excelentes resultados académicos, Guy Kouemou recibió una beca para estudiar en Alemania. Guy Kouemou llegó a Múnich (Alemania) en 1988.
- 1988-1989 en Múnich, en la Carl-Duisberg-Gesellschaft, graduándose en julio de 1989 con un certificado de alemán, examen para demostrar los conocimientos de alemán con el fin de estudiar en una universidad alemana

### Educación universitaria
- 1989 - 1995: Estudios de ingeniería eléctrica en la Universidad de Karlsruhe con especialización en biocibernética y tecnología biomédica (KIT, luego TU Karlsruhe, Fridericiana).
- Galardonado por el Servicio Alemán de Intercambio Académico del KIT 1996[ por sus destacados logros.
- 1996 - 2000 Doctorado (https://www.itiv.kit.edu/1504_979.php ). Doctorado en ingeniería eléctrica e informática con especialización en inteligencia artificial, modelos ocultos de Markov y redes neuronales.
- El Dr. Guy Kouemou habla y escribe varios idiomas, entre ellos los ocho siguientes Idiomas fluidos (lectura, escritura)

## Organizaciones científicas y carrera profesional
Guy Kouemou es Vicepresidente del Comité Técnico de Tecnología de Radar de la Sociedad Alemana de Navegación y Posicionamiento (DGON).
Propietario y socio gerente de las empresas de tecnología médica: 
- Dr. Guy Kouemou propietario de las empresas de tecnología médica IPTASYS GmbH,[7] y SleepDoctor Quantum GmbH con el desarrollo del dispositivo SleepDoctor para la monitorización innovadora del paciente y del sueño mediante inteligencia artificial.
- Desde 2001, el Dr. Guy Kouemou en el área aeroespacial
- En 2001 se incorporó a EADS (European Aeronautical Defense and Space Company) como ingeniero de sistemas de radar.
- 2012, Director de Tecnología Airbus Defense Sensor
- 2014: "Top Ten German Future Prize, Premio del Presidente Federal a la Tecnología y la Innovación" (Director del programa tecnológico "Radar pasivo" en Airbus Defense and Space).[8]

Desde 2017, Director de Tecnología en Hensoldt.

### Libros, inventos, publicaciones aeroespaciales
- Editor del libro Radar Technology, con más de ochenta y cinco mil descargas, según IntechOpen
- "History and Theoretical Basics of Hidden Markov Models"[10]
- Patente "Método de identificación y clasificación de objetos mediante radar"[11]

### Tecnología médica
El Dr. Guy Kouemou es el inventor de la familia de productos y de la marca SleepDoctor. 